# Оттон II (герцог Брауншвейг-Харбурга)
Оттон II Младший (25 сентября 1528, Целле, Люнебург — 26 октября 1603, Харбург) — владетель Харбурга с 1549 года до своей смерти.

## Жизнь
Оттон был старшим сыном герцога Оттона I Брауншвейг-Харбургского (1495—1549) от брака с Метой фон Кампе (ум. 1580). Оттон получил образование соответствующее его положению.
Брауншвейг-Люнебургский дом не признал права Оттона наследовать титул отца на том основании, что брак между его родителями был морганатическим. При поддержке императора Фердинанда I Оттон неоднократно возобновлял свои притязания, и в 1560 году он был окончательно утверждён в качестве преемника своего отца как правителя Харбурга. Его территория была даже расширена с соседним Мойсбургом.
Оттон продолжил строительство замка Харбург, начатое отцом, и превратил его в княжескую резиденцию. В 1551 году он поселился там на постоянной основе. В 1560 году он начал строительство замковой часовни. Чтобы финансировать строительство, он поднял и взимал специальные налоги, что вызвало недовольство граждан. С 1561 по 1577 год население его владений сильно сократилось из-за чумы. Оттон не позволял евреям и христианам других конфессий селиться на его территории.
Он пытался торговать солью с Люнебургом, однако дело было не настолько успешным, как он ожидал.

## Браки и дети
В 1551 году Оттон женился на Маргарите (1530—1559), дочери графа Иоганна Генриха Шварцбург-Лойтенбергского. Их дети:
1. Елизавета (1553—1618), 1582 ∞ Эрик Браге из Визенборга (1552—1614)
2. Оттон Генрих (1555—1591), владетель Харбурга
3. Иоганн Фридрих (1557—1619), отказался от прав на Харбург
4. дочь (1559—1559; умерла вскоре после рождения)

Маргарита умерла при родах в марте 1559 года. В 1562 году Оттон женился на Гедвиге (1535—1616), дочери графа Энно II Остфрисландского. Их дети:
1. Вильгельм Август (1564—1642), герцог Брауншвейг-Харбурга
2. Энно (1565—1600)
3. Анна Маргарита (1567—1643), проректор Кведлинбургского аббатства
4. Генрих (1568—1569)
5. Генрих (1569—1620)
6. Христофер[нем.] (1570—1606), герцог Брауншвейг-Харбурга
7. Оттон III (1572—1641), герцог Брауншвейг-Харбурга
8. Иоганн (1573—1625)
9. Елизавета (1574—1575)
10. Екатерина София (1577—1665), ∞ Йобст Герман, граф Шаумбург (1575—1634)
11. Фридрих (1578—1605; погиб в битве)
12. Август Фридрих (1580—1580)